# Fred VanVleet
Fred VanVleet, né le 25 février 1994 à Rockford en Illinois, est un joueur américain de basket-ball. Il mesure 1,80 m et évolue au poste de meneur voire d'arrière.

## Biographie

### Carrière universitaire
Il passe ses quatre années universitaires à l'université d'État de Wichita où il joue pour les Shockers.

### Carrière professionnelle

#### Raptors de Toronto (2016-2023)
Le 23 juin 2016, lors de la draft 2016 de la NBA, automatiquement éligible, il n'est pas sélectionné après avoir refusé deux offres pour jouer en D-League pour 20 000 dollars par saison sur deux ans par des équipes intéressées pour le drafter au second tour.
VanVleet signe avec les Raptors de Toronto pour participer au NBA Summer League 2016 avec l'espoir d'intégrer le camp d'entraînement de l'équipe. Son contrat en Summer League lui garantit de jouer au moins trois matches.
Le 18 juillet 2016, il signe un contrat avec les Raptors. Au moment de la signature, les Raptors ont quatorze joueurs dont le contrat est garanti pour le camp d'entraînement, dont font partie les meneurs Kyle Lowry, Cory Joseph et Delon Wright.
La saison 2018-2019 sera pour lui la saison de la confirmation avec notamment à la clé le titre pour lequel il aura grandement contribué.
Le 21 novembre 2020, il prolonge aux Raptors pour 85 millions de dollars sur quatre ans. Le 2 février 2021, il inscrit son record en carrière en marquant 54 points dans une victoire 122-102 face au Orlando Magic. C'est également le record historique de la franchise canadienne et le record du nombre de points marqués dans une partie par un joueur non repêché de la NBA.

#### Rockets de Houston (depuis 2023)
Agent libre à l'été 2023, il signe un contrat de 130 millions de dollars sur trois ans avec les Rockets de Houston,.
Le 25 juin 2025, les Houston Rockets déclinent la player option de 44,9 millions de dollars de Fred VanVleet pour la saison 2025-2026, avant de le re-signer pour un nouveau contrat de deux ans d'une valeur de 50 millions de dollars.

## Palmarès

### En club
- Champion NBA en 2019 avec les Toronto Raptors.
- Champion de Conférence Est en 2019 avec les Toronto Raptors.

### Distinctions personnelles
- 1 sélection au NBA All-Star Game en 2022
- Third-team All-American – TSN, NABC (2014)
- 3× AP Honorable mention All-American (2014–16)
- 2× Joueur de l'année de la conférence Missouri Valley (2014, 2016)
- 3× First-team All-MVC (2014–2016)

## Statistiques
En gras : ses meilleures performances.

### Universitaires
Les statistiques en matchs universitaires de Fred VanVleet sont les suivantes :
| Saison    | Équipe        | Matchs | Titul. | Min./m | % Tir | % 3pts | % LF | Rbds/m. | Pass/m. | Int/m. | Ctr/m. | Pts/m. |
| --------- | ------------- | ------ | ------ | ------ | ----- | ------ | ---- | ------- | ------- | ------ | ------ | ------ |
| 2012-2013 | Wichita State | 39     | 1      | 16,1   | 38,6  | 40,8   | 72,5 | 1,85    | 2,28    | 0,90   | 0,05   | 4,26   |
| 2013-2014 | Wichita State | 36     | 36     | 31,7   | 48,4  | 41,8   | 83,0 | 3,86    | 5,36    | 1,92   | 0,11   | 11,61  |
| 2014-2015 | Wichita State | 35     | 35     | 31,5   | 43,0  | 35,7   | 79,6 | 4,46    | 5,23    | 1,89   | 0,11   | 13,57  |
| 2015-2016 | Wichita State | 31     | 31     | 29,0   | 39,0  | 38,1   | 81,7 | 3,23    | 5,55    | 1,77   | 0,10   | 12,23  |
| Total     | Total         | 141    | 103    | 26,8   | 42,6  | 38,6   | 80,5 | 3,31    | 4,52    | 1,60   | 0,09   | 10,21  |

### Professionnelles

#### En NBA
Légende :
| Champion NBA |

gras = ses meilleures performances

##### Saison régulière
| Saison        | Équipe        | Matchs | Titul. | Min./m | % Tir | % 3pts | % LF | Rbds/m. | Pass/m. | Int/m. | Ctr/m. | Pts/m. |
| ------------- | ------------- | ------ | ------ | ------ | ----- | ------ | ---- | ------- | ------- | ------ | ------ | ------ |
| 2016-2017     | Toronto       | 37     | 0      | 7,9    | 35,1  | 37,9   | 81,8 | 1,14    | 0,95    | 0,43   | 0,08   | 2,89   |
| 2017-2018     | Toronto       | 76     | 0      | 20,0   | 42,6  | 41,4   | 83,2 | 2,42    | 3,20    | 0,89   | 0,25   | 8,63   |
| 2018-2019     | Toronto       | 64     | 28     | 27,5   | 41,0  | 37,8   | 84,3 | 2,61    | 4,80    | 0,89   | 0,31   | 10,95  |
| 2019-2020     | Toronto       | 54     | 54     | 35,7   | 41,3  | 39,0   | 84,8 | 3,76    | 6,61    | 1,85   | 0,31   | 17,63  |
| 2020-2021     | Toronto       | 52     | 52     | 36,5   | 38,9  | 36,6   | 88,5 | 4,23    | 6,31    | 1,67   | 0,71   | 19,59  |
| 2021-2022     | Toronto       | 65     | 65     | 37,9   | 40,3  | 37,7   | 87,4 | 4,45    | 6,68    | 1,71   | 0,55   | 20,31  |
| 2022-2023     | Toronto       | 69     | 69     | 36,7   | 39,3  | 34,2   | 89,8 | 4,06    | 7,17    | 1,78   | 0,55   | 19,35  |
| 2023-2024     | Houston       | 73     | 73     | 36,8   | 41,6  | 38,7   | 86,0 | 3,81    | 8,07    | 1,38   | 0,81   | 17,40  |
| 2024-2025     | Houston       | 60     | 60     | 35,2   | 37,8  | 34,5   | 81,0 | 3,68    | 5,55    | 1,57   | 0,42   | 14,07  |
| Total         | Total         | 550    | 401    | 31,3   | 40,1  | 37,1   | 86,2 | 3,43    | 5,67    | 1,38   | 0,46   | 14,92  |
| All-Star Game | All-Star Game | 1      | 0      | 9,0    | 50,0  | 50,0   | –    | 2,00    | 3,00    | 0,00   | 0,00   | 6,00   |

Mis à jour le 1er juin 2025

##### Playoffs
| Saison | Équipe  | Matchs | Titul. | Min./m | % Tir | % 3pts | % LF  | Rbds/m. | Pass/m. | Int/m. | Ctr/m. | Pts/m. |
| ------ | ------- | ------ | ------ | ------ | ----- | ------ | ----- | ------- | ------- | ------ | ------ | ------ |
| 2017   | Toronto | 7      | 0      | 4,2    | 66,7  | 40,0   | 0,0   | 0,14    | 0,57    | 0,14   | 0,00   | 2,00   |
| 2018   | Toronto | 6      | 1      | 19,1   | 33,3  | 28,6   | 87,5  | 1,67    | 2,17    | 0,00   | 0,00   | 6,83   |
| 2019   | Toronto | 24     | 0      | 24,7   | 39,2  | 38,8   | 77,4  | 1,75    | 2,58    | 0,75   | 0,25   | 8,00   |
| 2020   | Toronto | 11     | 11     | 39,1   | 40,0  | 39,1   | 84,0  | 4,36    | 6,91    | 1,64   | 0,64   | 19,64  |
| 2022   | Toronto | 4      | 4      | 35,0   | 35,2  | 33,3   | 83,3  | 3,00    | 6,25    | 1,75   | 1,00   | 13,75  |
| 2025   | Houston | 7      | 7      | 40,0   | 43,0  | 43,5   | 100,0 | 4,14    | 4,43    | 1,00   | 0,29   | 18,71  |
| Total  | Total   | 59     | 23     | 26,9   | 39,7  | 38,3   | 86,2  | 2,41    | 3,58    | 0,86   | 0,32   | 11,00  |

Mis à jour le 18 juin 2025

#### En G League

##### Saison régulière
| Saison    | Équipe      | Matchs | Titul. | Min./m | % Tir | % 3pts | % LF | Rbds/m. | Pass/m. | Int/m. | Ctr/m. | Pts/m. |
| --------- | ----------- | ------ | ------ | ------ | ----- | ------ | ---- | ------- | ------- | ------ | ------ | ------ |
| 2016-2017 | Raptors 905 | 16     | 16     | 32,4   | 40,6  | 40,7   | 84,3 | 3,5     | 7,6     | 1,5    | 0,1    | 16,9   |
| Total     | Total       | 16     | 16     | 32,4   | 40,6  | 40,7   | 84,3 | 3,5     | 7,6     | 1,5    | 0,1    | 16,9   |

##### Playoffs
| Saison | Équipe      | Matchs | Titul. | Min./m | % Tir | % 3pts | % LF | Rbds/m. | Pass/m. | Int/m. | Ctr/m. | Pts/m. |
| ------ | ----------- | ------ | ------ | ------ | ----- | ------ | ---- | ------- | ------- | ------ | ------ | ------ |
| 2017   | Raptors 905 | 2      | 2      | 36,6   | 48,6  | 50,0   | 88,9 | 6,0     | 11,5    | 1,0    | 0,0    | 22,0   |
| Total  | Total       | 2      | 2      | 36,6   | 48,6  | 50,0   | 88,9 | 6,0     | 11,5    | 1,0    | 0,0    | 22,0   |

## Records sur une rencontre en NBA
Les records personnels de Fred VanVleet en NBA sont les suivants, :
| Record de la franchise |

| Type de statistique        | Saison régulière | Saison régulière                | Saison régulière | Playoffs | Playoffs                 | Playoffs         |
| Type de statistique        | Record           | Adversaire                      | Date             | Record   | Adversaire               | Date             |
| -------------------------- | ---------------- | ------------------------------- | ---------------- | -------- | ------------------------ | ---------------- |
| Points                     | 54               | @ Magic d'Orlando               | 2 février 2021   | 30       | Nets de Brooklyn         | 17 août 2020     |
| Paniers marqués            | 17               | @ Magic d'Orlando               | 2 février 2021   | 11       | Nets de Brooklyn         | 17 août 2020     |
| Paniers tentés             | 27               | 2 fois                          | 2 fois           | 23       | @ 76ers de Philadelphie  | 18 avril 2022    |
| Paniers à 3 points réussis | 11               | @ Magic d'Orlando               | 2 février 2021   | 8        | Nets de Brooklyn         | 17 août 2020     |
| Paniers à 3 points tentés  | 17               | Pelicans de La Nouvelle-Orléans | 9 janvier 2022   | 16       | @ 76ers de Philadelphie  | 18 avril 2022    |
| Lancers francs réussis     | 13               | @ Heat de Miami                 | 3 août 2020      | 5        | 2 fois                   | 2 fois           |
| Lancers francs tentés      | 14               | @ Hawks d'Atlanta               | 20 janvier 2020  | 6        | Warriors de Golden State | 30 mai 2019      |
| Rebonds offensifs          | 4                | Pacers de l'Indiana             | 27 octobre 2021  | 2        | 3 fois                   | 3 fois           |
| Rebonds défensifs          | 10               | @ Jazz de l'Utah                | 1er février 2023 | 9        | @ Celtics de Boston      | 9 septembre 2020 |
| Rebonds totaux             | 12               | @ Jazz de l'Utah                | 1er février 2023 | 9        | @ Celtics de Boston      | 9 septembre 2020 |
| Passes décisives           | 20               | @ Hornets de Charlotte          | 2 avril 2023     | 11       | Nets de Brooklyn         | 17 août 2020     |
| Interceptions              | 7                | @ Magic d'Orlando               | 29 novembre 2019 | 6        | Celtics de Boston        | 30 août 2020     |
| Contres                    | 4                | 3 fois                          | 3 fois           | 2        | 5 fois                   | 5 fois           |
| Balles perdues             | 8                | Bulls de Chicago                | 25 octobre 2021  | 5        | @ Celtics de Boston      | 3 septembre 2020 |
| Minutes jouées             | 54               | @ Heat de Miami                 | 29 janvier 2022  | 51       | @ Celtics de Boston      | 9 septembre 2020 |

- Double-double : 61 (dont 2 en playoffs)
- Triple-double : 2

Dernière mise à jour : 7 janvier 2025

## Salaires
| Année       | Équipe             | Salaire      |
| ----------- | ------------------ | ------------ |
| 2016-2017   | Raptors de Toronto | 543 471 $    |
| 2017-2018   | Raptors de Toronto | 1 312 611 $  |
| 2018-2019   | Raptors de Toronto | 8 653 847 $  |
| 2019-2020   | Raptors de Toronto | 9 346 153 $  |
| 2020-2021   | Raptors de Toronto | 21 250 000 $ |
| 2021-2022   | Raptors de Toronto | 19 675 926 $ |
| Total Gains | Total Gains        | 60 782 008 $ |
| 2022-2023   | Raptors de Toronto | 21 250 000 $ |
| 2023-2024   | Raptors de Toronto | 22 824 074 $ |

## Vie privée
VanVleet est le fils de Fred Manning, qui a été tué en 1999. Manning a joué au basket-ball à l'école secondaire Guilford à Rockford. La mère de VanVleet s'appelle Susan. VanVleet a un frère qui s'appelle Darnell. Le beau-père de VanVleet est Joe Danforth.
Il est diplômé en sociologie à Wichita State.